# Prawo wodne w Polsce
Prawo wodne w Polsce – prawo regulujące gospodarowanie wodami w Polsce. 
W polskim systemie prawnym od 1962 roku nazwę Prawo wodne noszą akty prawne w randze ustawy.

## Historia prawa wodnego w Polsce

### II Rzeczpospolita
Aktem prawnym obejmującym prawo wodne w II Rzeczypospolitej była Ustawa wodna z dnia 19 września 1922 r. Jej struktura przedstawiała się następująco: Część I – O prawie własności wód, Część II – O użytkowaniu wód, Rozdział I – Użytkowanie powszechne, Rozdział II – Użytkowanie wody prywatnej przez właściciela, Rozdział III – Użytkowanie wód na podstawie pozwolenia władzy, Rozdział IV – Szczegółowe przepisy dla zakładów piętrzących wodę, Część III – Utrzymanie i regulacja wód i ich brzegów tudzież ochrona od powodzi, Rozdział I – Utrzymanie wód i ich brzegów, Rozdział II – Regulacja wód i ubezpieczenie brzegów, Rozdział III – Ochrona od powodzi. Część IV – O wywłaszczaniu i prawach przymusowych. Część V – O spółkach wodnych (związkach wałowych), Rozdział I – Postanowienia ogólne, Rozdział II – Spółki stworzone uchwałą większości, Rozdział III – Spółki przymusowe, Rozdział IV – Zmiana statutu, Rozdział V – Rozwiązanie i likwidacja spółek, Rozdział VI – Spółki założone przed wejściem w życie niniejszej ustawy. Część VI – O władzach i postępowaniu, Rozdział I – Właściwości władz, Rozdział II – Postępowanie, Rozdział III – Nadzór władz wodnych, Rozdział IV – Księgi wodne. Część VII – O komisjach rewizyjnych wodnych. Część VIII – O wojewódzkich radach wodnych. Część IX – Postanowienia karne. Część X – Postanowienia przejściowe i końcowe.
Ówczesne prawo wodne wchodziło w zakres kompetencji Ministerstwa Robót Publicznych. Przepisów z resortu rolnictwa i dóbr państwowych obejmujących rybactwo śródlądowe nie włączono w zakres Ustawy wodnej, zachowując aż do 1932 r. prawo państw zaborczych. Zgodnie z Ustawą wodną w mocy zachowano ponadto kilka innych aktów prawnych państw zaborczych pochodzących jeszcze z końca XIX w., dotyczących głównie regulacji konkretnych rzek. Prawo to regulowało gospodarcze użycie wód, zwłaszcza w zakresie ochrony przeciwpowodziowej i żeglugi. Kwestie zanieczyszczenia wody były potraktowane zdawkowo, gdyż ustawa ta zawiera jedynie ogólny zakaz zanieczyszczania wód ze szkodą dla innych. Nieco szczegółowiej zakaz zanieczyszczania wód objęło później prawo rybackie. Osobny akt prawny dotyczący bezpośrednio kwestii zanieczyszczeń nie tylko związanych z rybactwem czy zaopatrzeniem w wodę pitną to ustawa z dnia 31 stycznia 1961 r. o ochronie wód przed zanieczyszczeniem.

### PRL
Ustawa wodna z 1922 r. po kilku nowelizacjach została zastąpiona ustawą Prawo wodne z dnia 30 maja 1962 r., które z kolei zostało zastąpione ustawą o tym samym tytule z dnia 24 października 1974 r. obowiązującą z pewnymi zmianami do początku XXI w. W czasie uchwalania Prawa wodnego w roku 1962 gospodarka wodna leżała w kompetencji Centralnego Urzędu Gospodarki Wodnej. Kompetencje użytkowania wód należały m.in. do Ministerstwa Rolnictwa (np. melioracja). Następnie prawo wodne przeszło przede wszystkim w kompetencje Ministerstwa Środowiska, a podstawowym organem zarządzającym wodami jest Krajowy Zarząd Gospodarki Wodnej. W jego zainteresowaniu leży również monitoring jakości wód koordynowany przez Główny Inspektorat Ochrony Środowiska. Pewne aspekty prawa wodnego (np. wynikające z realizacji Dyrektywy Azotanowej) nadal leżą w gestii Ministerstwa Rolnictwa.

### 2001–2017
W latach 2001–2017 obowiązywało Prawo wodne uchwalone 18 lipca 2001 r. Wdrażało ono na polski grunt prawny ramową dyrektywę wodną, przy czym jego struktura do pewnego stopnia przypominała poprzednie wersje odpowiednich ustaw.
Niżej przedstawiono strukturę ustawy Prawo wodne w momencie jej uchwalenia, podczas gdy zmiany zaznaczone są kursywą: Dział I – Zasady ogólne, Rozdział I – Przepisy ogólne, Rozdział II – Prawo własności wód, Rozdział III – Obowiązki właścicieli wody oraz właścicieli innych nieruchomości. Dział II – Korzystanie z wód, Dział III – Ochrona wód, Rozdział I – Zasady ochrony wód (zmieniony na: Cele środowiskowe i zasady ochrony wód), Rozdział II – Strefy oraz obszary ochronne, Dział IV – Budownictwo wodne, Rozdział I – Przepisy ogólne, Rozdział II – Regulacja koryt cieków naturalnych, Rozdział III – Melioracje wodne. Dział V – Ochrona przed powodzią oraz suszą (skreślony, w zamian dwa działy: Dział Va – Ochrona przed powodzią, Dział Vb – Ochrona przed suszą), Dział VI – Zarządzanie zasobami wodnymi, Rozdział I – Prezes Krajowego Zarządu Gospodarki Wodnej oraz dyrektorzy regionalnych zarządów gospodarki wodnej, Rozdział II – Państwowa służba hydrologiczno-meteorologiczna oraz państwowa służba hydrogeologiczna (zmieniony na: Państwowa służba hydrologiczno-meteorologiczna, państwowa służba hydrogeologiczna oraz państwowa służba do spraw bezpieczeństwa budowli piętrzących), Rozdział III – Planowanie w gospodarowaniu wodami, Rozdział IV – Pozwolenia wodnoprawne, Rozdział V – Instrumenty ekonomiczne służące gospodarowaniu wodami, Rozdział VI – Kataster wodny, Rozdział VIa – Monitoring wód (dodany), Rozdział VII – Kontrola gospodarowania wodami. Dział VII – Spółki wodne i związki wałowe, Rozdział I – Tworzenie spółek wodnych i związków wałowych, Rozdział II – Organy spółki, Rozdział III – Nadzór i kontrola nad działalnością spółek, Rozdział IV – Rozwiązanie spółki wodnej. Dział VIII – Odpowiedzialność za szkody. Dział IX – Przepisy karne. Dział X – Zmiany w przepisach obowiązujących, przepisy przejściowe i końcowe, Rozdział I – Zmiany w przepisach obowiązujących, Rozdział II – Przepisy przejściowe i końcowe Nowelizacje ustawy dotyczyły głównie jej uzgodnienia z Dyrektywą powodziową oraz kwestii monitoringu jakości wód.

### Od 2018
20 lipca 2017 roku Sejm VIII kadencji uchwalił nową ustawę – Prawo wodne, która weszła w życie 1 stycznia 2018 roku i zastąpiła dotychczas obowiązującą ustawę z 18 lipca 2001 roku. Przy czym art. 102-112, 494, 502, 506, 515, 525 ust. 3-6 oraz 8 i 9,. 539 ust. 3-5 i 7, 540 1-4, 6 i 7, 541, 542, 544 ust. 1, 554 oraz 570 weszły w życie z dniem 24 sierpnia 2017 r. oraz art. 532 ust. 5 i 6, które weszły w życie z dniem 31 grudnia 2017 r. Ustawa składa się z XIII działów i pierwotnie liczyła 574 artykułów. Na podstawie ustawy z dniem 1 stycznia 2018 roku utworzono Państwowe Gospodarstwo Wodne Wody Polskie będące centralną instytucją zarządzającą krajową gospodarką wodną, natomiast Krajowy Zarząd Gospodarki Wodnej i regionalne zarządy gospodarki wodnej stały się jednostkami organizacyjnymi Wód Polskich.